# Eufriesea faceta
Eufriesea faceta är en biart som först beskrevs av Jesus Santiago Moure 1999.  Eufriesea faceta ingår i släktet Eufriesea, tribus orkidébin, och familjen långtungebin. Inga underarter finns listade.